# Zénon Bacq

Zénon Bacq

Zénon Marcel Bacq (La Louvière, 31 december 1903 - Bois-et-Borsu, 12 juli 1983) was een Belgisch fysioloog, farmacoloog en radiobioloog. Hij was hoogleraar aan de Universiteit van Luik en kreeg in 1948 de Francquiprijs voor biologische en medische wetenschappen.

## Levensloop
Hij was de zoon van apotheker Zénon Arthur Bacq en voltooide zijn middelbare studies aan het provinciaal atheneum van Morlanwelz. Bacq studeerde vanaf 1921 geneeskunde aan de Université libre de Bruxelles (ULB) en behaalde er het artsendiploma in 1927. Tijdens de laatste jaren van zijn studies deed hij onderzoek in de elektrocardiografie en won een reisbeurs.
Hij vervolledigde zijn studies te Parijs aan het Collège de France en volgde er fysiologie bij André Mayer. Hij deed er onderzoek naar de werking van het metabolisme. Vervolgens ging hij in 1929 naar Harvard University waar hij les volgde bij de fysioloog Walter Bradford Cannon. Hij bestudeerde er de zenuwprikkeloverdracht.
In 1931 keerde Bacq terug naar België. Hij kreeg een mandaat als onderzoeker van het Nationaal Fonds voor Wetenschappelijk Onderzoek dat liep tot in 1939. Eerst was hij assistent aan de ULB maar vanaf 1933 was hij werkzaam in het laboratorium van professor Henri Frédéricq aan de Universiteit van Luik. Nadat hij in 1933 het aggregaat voor hoger onderwijs had behaald met een proefschrift over experimentele fysiologie werd hij in 1939 benoemd tot docent. Hij gaf er de cursus Fysiologie van de dieren, een vak dat hij overnam van professor Frédéricq. In 1944 werd hij er benoemd tot hoogleraar en volgde op de leerstoel Algemene pathologische fysiologie Pierre Nolf op. Later doceerde hij er eveneens cursussen in de farmacologie en de radiobiologie. In 1969 ging hij op emeritaat.
In 1965 werd Bacq lid van de Académie royale de médecine de Belgique nadat hij er in 1946 al corresponderend lid van was geworden. In 1980 was hij de voorzitter van de academie. In 1971 werd Bacq eveneens lid van de Académie royale des sciences, des lettres et des beaux-arts de Belgique nadat hij er in 1962 corresponderend lid van was geworden. Hij was vanaf 1958 eveneens corresponderend buitenlands lid van de Russische Academie van Wetenschappen.
In 1957 was hij voorzitter van het wetenschappelijk comité van de Verenigde Naties die de effecten van de radioactiviteit bestudeerde.
Bacq stierf op 79-jarige leeftijd in zijn woonplaats in het gehucht Fontenoy van Bois-et-Borsu, een deelgemeente van de Luikse gemeente Clavier. In zijn geboortestad La Louvière is een straat naar hem vernoemd.

## Onderzoekswerk
Bacq deed onderzoek op het gebied van de fysiologie en de farmacologie van het autonome zenuwstelsel. Hij was de pionier van de vergelijkende fysiologie en farmacologie en speelde een belangrijke rol in de ontwikkeling van de moleculaire farmacologie, waarbij hij een aantal specifieke therapeutische instrumenten op punt stelde. Na de Tweede Wereldoorlog onderzocht hij de toxicologie van de oorlogsgassen.
Hij bestudeerde de prikkeling van de zenuwen door middel van kaliumionen. Terwijl hij onderzoek deed op chemische signalisatie in zenuwimpulsen ontdekte hij chemische processen die stralingswerende eigenschappen hebben tegen ioniserende straling.

## Publicaties (selectie)
- Travaux récents sur les toxiques de guerre: Le BAL (British anti-lewisite), 1947
- Lácétylcholine et ládrénaline: leur role dans la transmission de línflux nerveux, 1947
- Principes de physio-pathologie générale, 1950.
- Principes de radiobiologie, 1955.
- Pharmacodynamie biochimique, 1961.
- Ions alcalino-terreux. 1. Systèmes isolés, 1963
- Ions alcalino-terreux. 2. Organismes entiers, 1964
- Chemical protection against ionizing radiation, 1965
- Cell-bound Immunity with special reference to anti-lymphocyte serum and immunotherapy of cancer, 1967
- Chemical transmission of nerve impulses: a historical sketch, 1974
- Sulfur Containing Radio-Protective Agents, 1975

## Prijzen
- 1933: Théophile Glugeprijs voor fysiologie van de Koninklijke Academie van België
- 1934: Léo Erreraprijs van de Koninklijke Academie van België
- 1936: Agathon De Potterprijs voor wetenschappen van de Koninklijke Academie van België
- 1945: Vijfjaarlijkse prijs voor therapeutische wetenschappen van de Académie royale de médecine de Belgique
- 1948: Francquiprijs voor biologische en medische wetenschappen.
- 1959: Prix de la Fondation Émile Cornez van de Université de Mons-Hainaut